# 11950 Morellet
11950 Morellet este un asteroid din centura principală de asteroizi.

## Descriere
11950 Morellet este un asteroid din centura principală de asteroizi. A fost descoperit pe 19 septembrie 1993 la Caussols de Eric Walter Elst. Asteroidul prezintă o orbită caracterizată de o semiaxă mare de 3,21 ua, o excentricitate de 0,14 și o înclinație de 1,9° în raport cu ecliptica.